# Das Märchen vom letzten Gedanken
Das Werk Das Märchen vom letzten Gedanken des deutschen Schriftstellers Edgar Hilsenrath handelt vom Völkermord an den Armeniern im Jahre 1915. Das in Form eines Märchens verfasste und mit zahlreichen Preisen ausgezeichnete Epos gilt als eines der bedeutendsten literarischen Werke über dieses historische Ereignis. Im Jahr 2006 erhielt der Dichter für das Werk den Preis des Präsidenten der Republik Armenien.

## Inhalt
Das Märchen vom letzten Gedanken ist die Geschichte eines anatolischen Dorfes, das von den Türken vernichtet wird. Hauptfigur des Romans ist der Armenier Wartan Khatisian, dessen Sohn Thovma im Sterben liegt. Seinem letzten Gedanken – der letzte Gedanke eines Menschen, so heißt es im Märchen, stehe außerhalb der Zeit – wird die Geschichte seiner Vorfahren erzählt, der Leidensweg des armenischen Volkes. Der Märchenerzähler Meddah führt den letzten Gedanken Thovmas entlang der Lebensspuren seines Vaters, die aus einem kleinen idyllischen Bergdorf in die Folterkammern der türkischen Machthaber führen, und lässt ihn zum Zeugen des großen Pogroms an den Armeniern im Jahr 1915 werden.

## Auszeichnungen
Für sein Epos Das Märchen vom letzten Gedanken erhielt der Dichter zahlreiche Ehrungen. 1989 überreichte ihm Günter Grass den renommierten Alfred-Döblin-Preis. Im Jahr 2006 zeichnete der Präsident der Republik Armenien, wo Hilsenrath als Nationalheld gefeiert wird, ihn mit dem Armenischen Nationalpreis für Literatur aus. Ebenfalls 2006 erhielt Hilsenrath für sein Werk die Ehrendoktorwürde der Staatlichen Universität Jerewan.

## Rezeption und Debatte
Nach der Erstveröffentlichung 1989 schrieb der Kritiker Alexander von Bormann in der Neuen Zürcher Zeitung mit Bezug auf Die vierzig Tage des Musa Dagh von Franz Werfel, der bis dahin als bester Armenierroman der Weltliteratur galt: „Doch finde ich Hilsenraths Roman dem Werfels bedeutsam überlegen: er ist historischer und poetischer zugleich.“
Manfred Orlick urteilte: „Immer wieder hieß es: so kann man über dieses Thema nicht schreiben. Der Autor hat es jedoch geschafft, die Grausamkeiten in zahllosen Kurzdialogen aufzuschlüsseln, sie auf berührende Weise zu schildern und dabei historische Fakten zu vermitteln. Ein unmenschliches Märchenbuch, wie es wohl nur Hilsenrath schreiben kann.“

## Hörspiele
- 1991: Edgar Hilsenrath: Das Märchen vom letzten Gedanken – Regie: Peter Groeger (Hörspiel – SFB/HR)